# JIM Mobile
Jim Mobile est un opérateur de réseau mobile virtuel  (MVNO) en Belgique appartenant au groupe Medialaan,.
L'entreprise propose des offres prépayés. Jim Mobile appartient depuis 2020 à Mobile Vikings.

## Histoire
En 2017, JIM Mobile est vendu par Telenet Group à Medialaan,.
À partir du printemps 2019, l'opérateur utilise le réseau mobile d'Orange Belgique au lieu du réseau de Telenet,. Contrairement à ce que JIM Mobile affirme, il ne s'agit pas du réseau le plus rapide en Belgique.
En juin 2021, le rachat de Jim Mobile par Proximus via le rachat de son propriétaire, Mobile Vikings, est validé par l'autorité de la concurrence,. Début 2022, l'opérateur rejoint le réseau de Proximus.